# Classe Ardent (vaisseau de ligne)
Pour les autres classes de navires du même nom, voir Classe Ardent.
La classe Ardent est une classe de vaisseaux de ligne de 3e rang armés de 64 canons, conçue pour la Royal Navy par l'architecte naval Thomas Slade. Slade base la conception de cette classe sur le navire capturé aux Français Le Fougueux[précision nécessaire].

## Les unités de la classe
- Ardent
- Raisonnable
- Agamemnon
- Belliqueux
- Stately
- Indefatigable
- Nassau